# Ithomia splendens
Ithomia splendens är en fjärilsart som beskrevs av Richard Haensch 1905. Ithomia splendens ingår i släktet Ithomia och familjen praktfjärilar. Inga underarter finns listade i Catalogue of Life.